# Oringa Menabuoi
Oringa Menabuoi (* 1237 in Santa Croce sull’Arno; † 4. Januar 1310 ebenda), auch als Oringa de’ Menabuoi erwähnt, später Christiana von Santa Croce (deutsch manchmal Christiana vom heiligen Kreuz als Übersetzung des Ortsnamens) oder Christiana von Lucca (Cristiana) genannt, war eine italienische Ordensgründerin und ist eine Selige der katholischen Kirche.

## Leben
Oringa Menabuoi war die Tochter armer Eltern, die starben, als sie noch ein Kind war, und hütete das Vieh auf dem Bauernhof, der ihren Brüdern gehörte. 1259 floh sie vor einer von ihren Brüdern arrangierten Heirat nach Lucca, wo sie bei der Familie Cortevecchia Dienstmagd wurde. In Lucca verbrachte sie insgesamt fünf Jahre. Sie betete intensiv und erlebte dabei ekstatische Zustände. Später reiste sie als Wunderheilerin in der Gegend und kam bis nach Rom, wo sie Christiana genannt wurde. 1277 kehrte sie in ihren Heimatort zurück und gründete dort nach der Augustinusregel das Kloster Santa Maria Novella, wo sie in hohem Alter starb.
Oringa wird in erster Linie in ihrer Heimat, der Toskana verehrt. Zunächst war sie dem Franziskanischen Orden zugewandt und führte Pilgerreisen zur Portiuncula in Assisi durch. Nach ihrer Rückkehr in den Heimatort 1277 wandte sie sich in der Amtszeit des Paganello da Porcari, Erzbischof von Luca von 1274 bis 1300, dem Augustinerorden zu.  Ihr Gedenktag ist der 4. Januar. Ihre Seligsprechung wurde am 15. Juni 1776 von Papst Pius VI. bestätigt.